# Código de barras de DNA

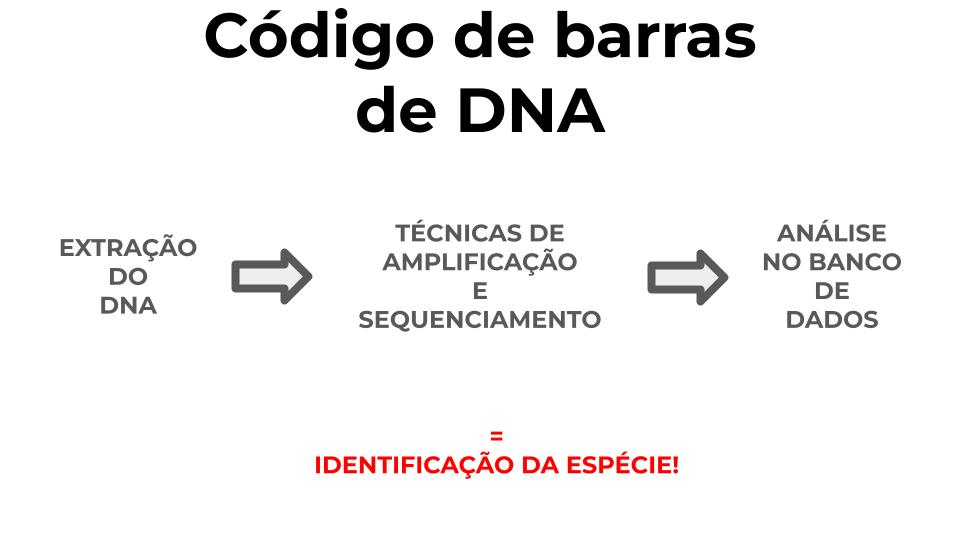
O código de barras de DNA consiste em um conjunto de técnicas para a identificação rápida e prática de espécies. No esquema, de maneira simplificada o processo de identificação: Extração do DNA do espécime em questão, seguida por técnicas de amplificação e sequenciamento e a posterior análise nos bancos de dados de códigos de barras de DNA para a comparação e identificação da espécie.

A expressão Códigos de barra de DNA  ou DNA Barcoding surgiu da ideia do código de barras comum, utilizado para identificação de produtos em todo o comércio, varejista ou atacadista. O método consiste em isolar sequências curtas de DNA, amplificar pelo PCR e sequenciá-las para que possam ser utilizadas na distinção e identificação de espécies. Também chamados “códigos da vida”, baseiam-se em sequências de 500 a 800 pares de bases padronizados, ou seja, presentes em um mesmo trecho do genoma. Estas sequências podem ser utilizadas para identificar organismos a partir da diversidade genética/nucleotídica existente entre eles dentro de regiões específicas do DNA e sua efetividade depende da existência de uma lacuna ou distância entre variações intraespecíficas e interespecíficas, de modo que divergências de um código de barras de DNA dentro de uma espécie (variações intraespecíficas) devam ser menores que entre espécies diferentes (variações interespecíficas), o chamado “barcoding gap”. Esse código pode ser visto em todas as células e constitui uma rápida e eficaz ferramenta taxonômica. que agrega apoio molecular à sistemática, “etiquetando” as sequências de DNA já catalogadas,auxiliando  no entendimento do processo evolutivo, otimizando a identificação de amostras, acelerando processos de registros de descoberta de novas espécies (HERBERT et. al., 2003) e validando, com base no sequenciamento do DNA, a variabilidade e a classificação de organismos, sejam estes seres viventes na atualidade ou até fósseis de vegetais e animais já extintos. O Código de Barras do DNA é aplicável, também, na Biologia da Conservação por ser uma ferramenta facilitadora para gerenciar a biodiversidade (RUBINOFF, 2006). 

## Histórico
Muito antes do surgimento do Código de Barras do DNA, a identificação de uma espécie era realizada a partir da observação fenotípica de caracteres anatômicos e morfológicos. A partir das informações fornecidas pelo Projeto Genoma, o perfil genético também foi considerado, reclassificando muitas espécies, desde gênero até reino. Contudo, existem espécies muito semelhantes fenotipicamente e discrepantes geneticamente, pela interação com diferentes ambientes que pode modificar a manifestação gênica por adaptação ou outras, morfologicamente diversas mas com determinados genes muito semelhantes (MANCEAU et. al., 2010).

O sistema de identificação molecular por código de barras genético, único para cada espécie, é semelhante ao código de barras universal de produtos utilizado no mercado varejista: emprega 10 números alternados em 11 posições para gerar 100 bilhões de identificadores únicos. Foi proposto por Paul Hebert e seus colaboradores, em 2003. como uma ferramenta de apoio molecular à sistemática, a técnica do Código de Barras do DNA (DNA barcoding) tomou como base a sequência do gene COI (subunidade I da Citocromo Oxidase), localizado no DNA mitocondrial. A ideia é utilizar  uma pequena sequência genética de uma determinada parte do genoma na discriminação de espécies, da mesma forma que um scanner de supermercado distingue produtos usando as listras pretas do Código Universal de produtos. É considerado um sistema bio identificador, sendo possível também utilizar o DNA nuclear e o DNA de cloroplastos no processo.

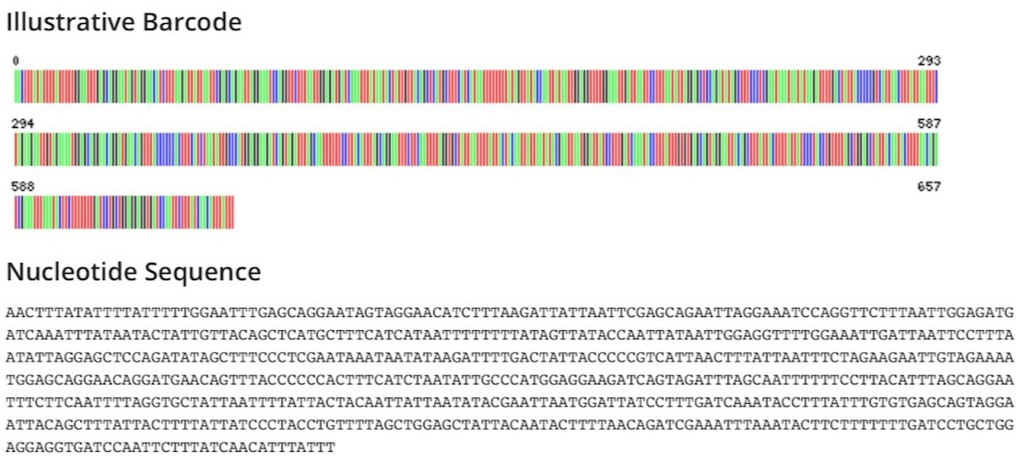
Comparação da sequência do código de barras e da sequência de nucleotídeos (respectivamente) de uma mariposa.

O DNA _mitocondrial é utilizado para amostras animais. Para plantas e organismos dotados de cloroplasto  utiliza-se o DNA contido neste, especialmente por seu alto número de cópias de nucleotídeos (BARCODE OF LIFE, 2010-2015). O DNA nuclear é utilizado em eucariotos em geral, por armazenar genes com maior variabilidade (FARAH, 2007). Não é recomendado o uso de DNA _nuclear  na identificação de famílias multigênicas pela possibilidade de apresentarem pseudogenes, não expressos, similares aos genes funcionais mas que, seja por vários episódios de duplicação no processo evolutivo, por se localizarem em diferentes habitats e/ou por terem sofrido mutações podem indicar falso resultado.

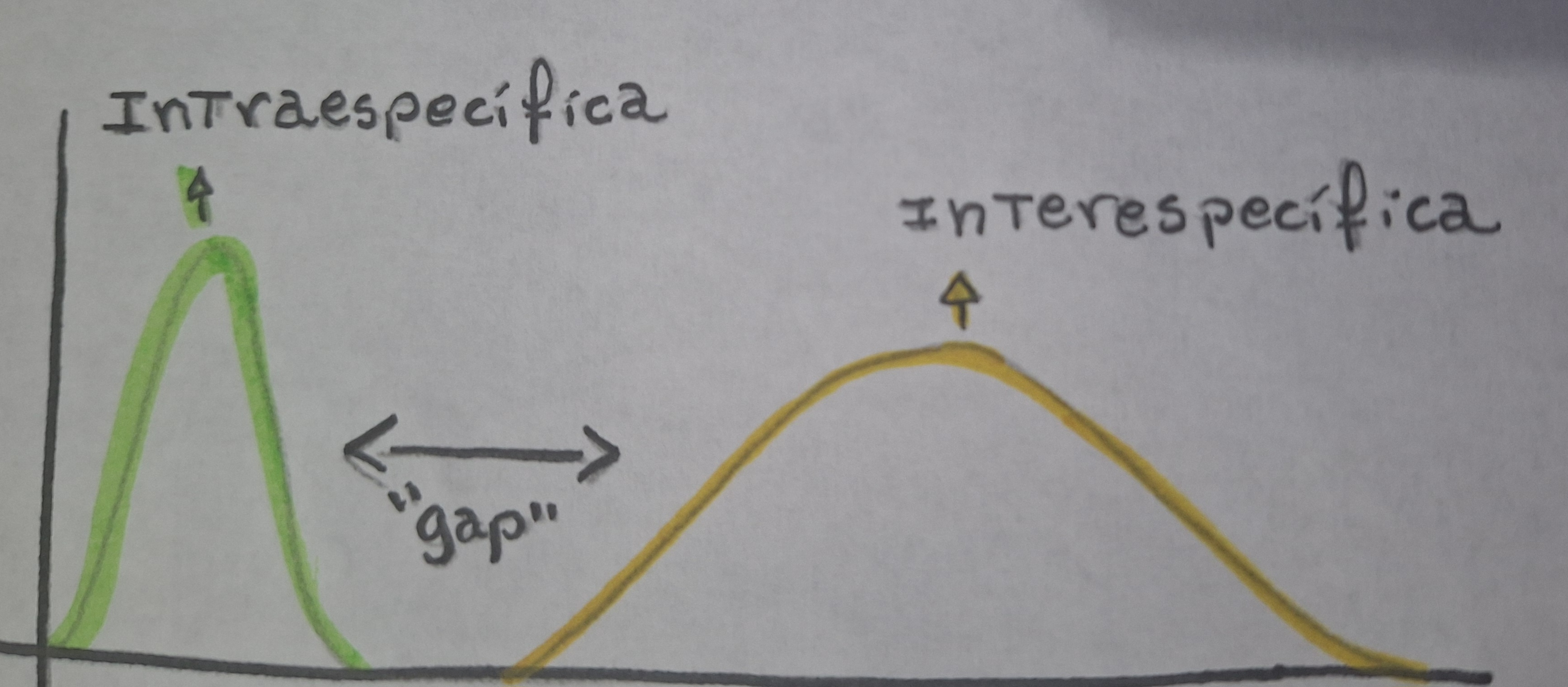
A variação dentro de uma espécie (intraespecífica) do DNA mitocondrial é muito menor do que entre espécies (interespecífica). Existe uma distância (um GAP), que indica um processo de especiação.

As técnicas que originaram o desenvolvimento do código de barras de DNA foram idealizadas quando o sequenciamento de DNA microbiano, mais especificamente o gene 5S RNAr, estava sendo estudado. Estas pesquisas se aprofundaram no início dos anos 2000 e, baseadas no estudo de Folmer et al, de 1994, utilizando a premissa da variabilidade uma região específica do gene da Citocromo C oxidase    (COI) para distinguir táxons, foi criado o código de barras de DNA, um sistema unificado de bioidentificção. Essas técnicas permitiram, a partir da utilização de um recorte de um (ou mais) genes de uma sequência de DNA de um organismo, identificar toda uma espécie, posto que as variações intraespecíficas são muito menos comuns do que aquelas interespecíficas (entre espécies), com grande variação num locus específico (barcode_gap). 
Para cada espécie, um código de barras de DNA exclusivo é gerado. Com isso, criou-se um inventário, que, aliado à taxonomia  convencional, refina a classificação de espécies, especialmente aquelas limítrofes. 

Atualmente, o código de barras de DNA utiliza regiões específicas para cada grupo de organismos, a partir de uma seleção de marcadores específicos: extrai-se o DNA daquela região peculiar da amostra, que é isolada e replicada por amplificação, por PCR (reação em cadeia da polimerase), obtendo-se o sequenciamento dos nucleotideos. Eventuais inibidores presentes na sequência devem ser excluídos para maximizar sua qualidade. Após essas técnicas de sequenciamento e amplificação serem realizadas, o resultado é posteriormente comparado com o banco de dados disponível para a seguinte identificação. A seguir, resumidamente, descrições sobre a aplicação em diferentes organismos (mais detalhados no tópico: Códigos de Barra de DNA).
- Para animais é utilizada uma parte do gene COI localizada no DNA mitocondrial - numa mesma amostra é possível coletar várias mitocôndrias - o DNAm é haplóide e muito mais preciso do que o DNA nuclear (DNAn).

- Para fungos,o ITS, do RNA ribossômico vem sendo utilizado juntamente com o COI, uma vez que esta combinação de primers é mais efetiva para este grupo.[6]

- Em plantas terrestres, são usados códigos de barras de pelo menos duas regiões do cloroplasto: matK e rbcL.[7]

- Para os microrganismos, os códigos de barras são gerados a partir do RNA ribossômico, sendo o 18S RNAr aplicado para reconhecer procariontes e o 16S RNAr para os eucariotos 6.  Quando o código de barras é usado para a identificação síncrona de mais de um organismo, é utilizada a técnica denominada Metabarcoding, capaz de identificar muitas espécies em uma única amostra. Esta técnica, não invasiva, é muito utilizada para mensurar a abundância e riqueza de organismos que habitam determinado ambiente e é obtido da água, do solo, de sedimentos, ou qualquer outra amostra ambiental.[8]

## CBOL e outros Armazenamentos de Código de Barras de DNA
Após a seleção de cada indivíduo para identificação, é realizado um protocolo para coleta e o sequenciamento do material genético. De posse da sequência genética completa, o armazenamento dos dados é feito em programas computadorizados e remetidos a bancos de dados. Em 2004, foi criado um dos principais órgãos envolvidos no projeto códigos de barra de DNA, o Consórcio para Códigos de Barra da Vida (CBOL) que promove códigos de barra de DNA através de mais de 200 organizações-membro a partir de 50 países, objetivando estabelecer uma ferramenta acurada para a pesquisa taxonômica em espécies animais e vegetais, auxiliar na identificação correta de espécimes e de ampliar e estimular a taxonomia dos vários grupos de organismos vivos.
A submissão dessas sequências segue um rigoroso padrão de qualidade e é acompanhada por outros dados, como descrições morfológicas, fotografias e a informação sobre o museu ou herbário onde a amostra foi depositada. Na qual é recomendável que toda sequência registrada no banco de dados precisa estar associada a uma amostra física, pois, eventualmente, se alguém não concordar com a identificação feita, é possível, por exemplo, solicitar a exsicata e analisar o material.
Atualmente, existem os seguintes projetos de busca e armazenamento dos Códigos de Barra de DNA:
Barcode Index Number (BIN), de domínio público, é o sistema utilizado, principalmente no Barcode of Life Data System (BOLD), para organizar e catalogar a diversidade genética de organismos, que funciona como um identificador único atribuído a um grupo de sequências de DNA mitocondrial que provavelmente representam uma única espécie ou um conjunto muito próximo de espécies estreitamente relacionadas.
Barcode of Life Database (BOLD), da Universidade de Guelph (Ontário,Canadá), reúne, atualmente, quase três milhões de sequências. A submissão dessas sequências segue um padrão de qualidade e acompanha também outros dados, como descrições morfológicas, fotografias, e o museu ou herbário onde aquela amostra foi depositada.O site do BOLD (boldsystems.org) disponibiliza, além do número atualizado de códigos de barra de DNA existentes no mundo, um portal público de buscas e um portal educacional para possibilitar uma melhor navegação no banco de dados além de tornar possível a contribuição para novos códigos de barra, dentre outras funcionalidades.
Consortium for the Barcode of Life (CBOL), criado em maio de 2004,  promove a coleta e  pesquisa de códigos de barra de DNA através de mais de 200 organizações-membro localizadas em cerca de 50 países. O Brasil integra este consórcio através do Brazilian Barcode of Life (BrBOL) ( http://brbol.org/pt-br) que visa mapear a grande biodiversidade brasileira. O projeto tem a participação de centenas de instituições, que em sua maioria são brasileiras, havendo também instituições do Canadá, EUA, Espanha, França, Noruega e Reino Unido.
International Barcode of Life ou Código de Barras da Vida Internacional (iBOL) foi criado em Outubro de 2010 e representa um esforço sem fins lucrativos para envolver tanto países em desenvolvimento quanto desenvolvidos, na ideia do “código de barras” mundial, estabelecendo compromissos e grupos de trabalho em 25 países.

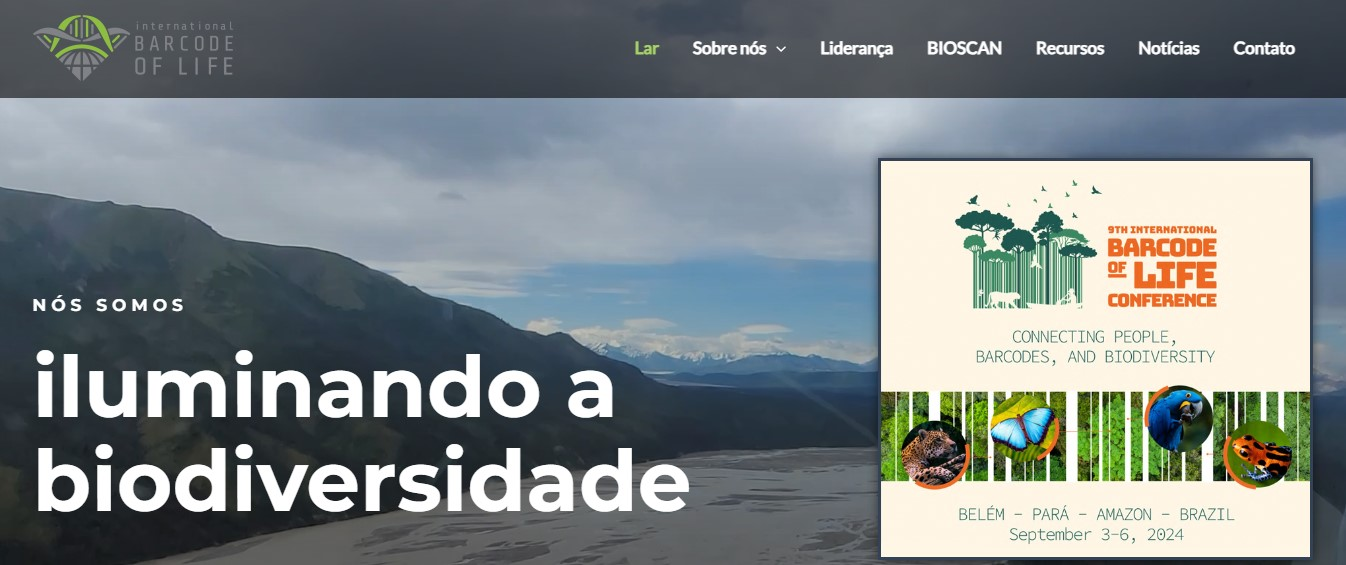
Interface do site do iBOL

The International Nucleotide Sequence Database Collaborative, que é uma associação das instituições GenBank, dos Estados Unidos, European Molecular Biology Lab, da Alemanha e DNA Data Bank, do Japão.

O resultado principal do projeto é a possibilidade de associar sequências de DNA a organismos, permitindo uma identificação rápida e automatizada de espécimes, de maneira similar a códigos de barra e produtos. Na imagem o inseto vetor da doença de Chagas Rhodnius prolixus, popularmente conhecido como Barbeiro, com um código de barras.

## Códigos de Barra de DNA
- Animais:

Em 2003, Paul Herbert e colaboradores, propuseram que um gene mitocondrial de 650 pares de base, o gene citocromo oxidase I (COI), como o “barcoding  of life” para animais, demonstrando diferenças superiores a 2% dessa porção gênica entre espécies próximas. Diferenças intraespecíficas são, normalmente, inferiores a 1%, o que demonstra a eficácia na utilização do COI como código de barras entre as espécies animais. No entanto, este trecho do genoma falha na discriminação entre as espécies de plantas devido às baixas taxas de substituição de bases no DNA mitocondrial, além da hibridização e poliploidia comumente observadas, sendo necessária a criação de barcodes específicos para plantas.
- Fungos:

O gene citocromo oxidase I (COI) funciona relativamente bem como código de barras em alguns gêneros de fungos, como o Penicillium. Contudo, em alguns outros grupos examinados experimentalmente, o resultado se mostra inconsistente e não representativo da enorme variabilidade presente em fungos. Os espaçadores internos transcritos (ITS) da região do DNA ribossomal têm maior probabilidade de identificação bem sucedida para a mais ampla variedade de fungos, inclusive quanto a diversidade marinha. Segundo Schoch e cols., 2011, regiões 5.8 S (ITS) e 18S (subunidade menor do ribossomo-SSU) do RNAr apresentam alta performance como códigos de barras de DNA padrão para fungos. Contudo, genes codificadores de proteínas também têm sido descritos como códigos de barras eficientes na discriminação entre algumas espécies de fungos, como o gene translation elongation factor 1-α (tef-1α), que é muito usado na discriminação de espécies do gênero Fusarium sp. e Aspergillus sp. ou o gene codificador da subunidade mais larga da RNA polimerase II (RBP1), usado nos estudos de Microsporidia, Basiodiomycota e Zygomycota e Ascomycota. Outros genes como o 28S do RNAr, subunidade larga do ribossomo (LSU), e β-tubulina também são citados.
- Protistas:

Em se tratando de protistas, algumas regiões do genoma já foram propostas como “barcoding”, como a região 28S da subunidade maior do ribossomo, ITS-1/2 e o gene mitocondrial da citocromo oxidase-1 (COI). Porém, os principais marcadores usados como códigos de barra de DNA para a discriminação entre as espécies pertencentes aos protistas são os genes que codificam para RNAr, em especial o gene 18S da subunidade pequena ribossomal (SSU) que é altamente expresso, permitindo muitas cópias por genoma e investigação ecológica molecular a nível de RNA. A grande diversidade deste grupo acrescenta um desafio aos estudos de taxonomia e biodiversidade.
- Plantas:

A célula vegetal possui genomas de origem nuclear, mitocondrial (DNAmt) e cloroplastídico (DNAcp), cada um com características que definem sua utilidade para
estudar questões evolutivas.
Um gene de cloroplasto, o matK (maturase K) ou um gene nuclear ITS (transcritos espaçadores internos) têm sidos utilizados como códigos de barra em plantas. DNA ribossomal, sequências correspondentes à porção maior e menor dos ribossomos, assim como seus espaços transcritos internos (ITS) e, em menor escala, espaços transcritos externos (ETS), podem auxiliar os genes plastidiais na discriminação de espécies de plantas. Espaçadores internos não-transcritos também podem ser utilizados e o psbA-trnH possui alto potencial de diferenciação entre as espécies.
Outros trechos gênicos como o próprio gene da citocromo oxidase I (COI) e o gene da subunidade maior da ribulose bifosfato carboxilase (rbcL) do cloroplasto são também utilizados como códigos de barra de DNA para plantas.
Em relação às algas, genes espaçadores transcritos internos (ITS) do DNA ribossomal têm sido amplamente utilizados como códigos de barra de DNA na discriminação de espécies de algas, principalmente algas verdes. Saunders, mostrou a eficácia no uso do COI para distinguir espécies de algas vermelhas.
O código de barras de DNA oferece uma ferramenta poderosa e versátil para a identificação de espécies, contribuindo significativamente para a pesquisa científica, a conservação da biodiversidade e o controle de qualidade em diversas indústrias. As principais vantagens do código de barras de DNA são:
- Funciona com fragmentos pequenos de material biológico, possibilitando a identificação facilitada de espécies associadas à preservação do espécime, que é crítico para preservação de acervos de Museus e Coleções institucionalizadas;
- Permite a compreensão da evolução e ecologia da biodiversidade, por exemplo para contribuir a assimilar os princípios de como as espécies são agrupadas em comunidades e a evolução das características funcionais nessas assembleias, ou mesmo resolver interações multi espécies;[23]
- Funciona para todos os estágios da vida, inclusive quando o embrião ainda está no ovo, o que é fundamental para questão de garantir a conformidade com leis e regulamentos ambientais e de conservação;
- É uma técnica economicamente viável ;
- Diferencia espécies crípticas (grupo de espécies isoladas reprodutivamente entre si mas morfologicamente idênticas, que geralmente só podem ser diferenciadas através de uma análise mais aprofundada);
- Acelera a identificação de organismos conhecidos e também facilita o reconhecimento rápido de novas espécies;
- Democratiza o acesso, ou seja, é uma biblioteca padronizada de sequências genéticas correspondentes a diferentes espécies;
- Enriquece os dados filogenéticos e contribui para a construção da enciclopédia da vida;
- A digitalização e a não-influência de análises subjetivas contribuem ainda para que a técnica seja uma ferramenta de comunicação universal.[24] Além de permitir o armazenamento e compartilhamento de informações genéticas, auxiliando na pesquisa colaborativa e no avanço do conhecimento científico;[25]
- É útil na detecção de fraudes em produtos comerciais (como alimentos e medicamentos) e na verificação da autenticidade de ingredientes.[25]

Embora muito útil, existem algumas limitações quanto ao uso do código de barras de DNA para serem consideradas e superadas:
- Desconhecimento das gamas de distinção entre variações genéticas intra e interespecíficas, nas quais a técnica baseia-se para a identificação das espécies;
- A qualidade nos bancos de dados não é completamente correta, podendo ter erros de sequenciamento, contaminações, identificações errôneas das amostras ou mesmo problemas na taxonomia;[26]
- Ausência de um gene universal, único, conservado em todos os domínios da vida, tornando a validade da técnica questionável e podendo ser dependente de confirmação por outras técnicas.[24]
- A utilização de genes mitocondriais como único gene de identificação entre espécies não é adequada devido a redução do tamanho efetivo populacional, herança materna, recombinação, taxa de mutação inconsistente, heteroplasmia e a combinação de processos evolutivos.[27]

- As sequências utilizadas são, normalmente, curtas e de evolução rápida, o que limita sua utilidade quanto a questões filogenéticas. (Ali et al., 2014);
- Dificuldade na amplificação de longos fragmentos de DNA.[26]

Além da rapidez na identificação de novas espécies, o código de barras de DNA pode ter uma ampla aplicação. Podendo ser utilizado em diferentes áreas da Biologia, ecologia, conservação, indústria alimentícia e forense na investigação do tráfico ilegal de   animais, assim como as aves da família dos psitacídeos (araras, papagaios, etc.), principalmente nos casos em que a morfologia externa não auxilia, como é o caso do tráfico de ovos (http://www5.usp.br/40054/rede-de-pesquisa-usa-dna-como-codigo-de-barras-para-identificar-especies/).
Na conservação, pode ser utilizada em técnicas de monitoramento para avaliar a composição de espécies e ajudando a detectar as mudanças da biodiversidade com o passar do tempo, também é efetiva no entendimento de relações ecológicas e até no da dieta de diferentes animais. Até mesmo na paleoecologia, ajuda a reconstituir ambientes passados por meio do DNA coletado em fósseis.
Na indústria alimentícia, possibilita avaliar se o alimento que está sendo vendido realmente corresponde ao informado. No caso dos peixes, por exemplo, após o corte em postas ou processamento, é difícil identificar de qual peixe se trata. O mesmo acontece com as madeiras: utilizando o “código de barras”, pode-se verificar se a extração de determinada madeira pertence a um tipo cuja extração é vedada.
Na medicina, o código de barras de DNA auxilia na autenticação de plantas medicinais, visto que um problema comum com o comércio de medicamentos tem sido a mistura de espécies morfologicamente e geograficamente coexistentes.
Na biossegurança para a vigilância de vetores de doenças e insetos invasores, o código de barras de DNA pode ser efetivo na identificação destes organismos.